# Amable Mejía
Amable Rubén Mejía Lascano (Ambato, Ecuador, 26 de enero de 1966) es un cantante, productor musical, profesor y productor de radio y televisión, reconocido dentro de la escena rockera ecuatoriana por ser el fundador y vocalista de la banda CRY.

## Biografía
Nacido en Ambato, capital de la céntrica provincia ecuatoriana de Tungurahua, Amable Mejía comenzó su actividad artística a mediados de los años ochenta, dentro de la escena underground de su ciudad, formando parte de la agrupación Q.E.P.D. En 1987, junto al baterista de su primera banda, Tomás Eljuri, el guitarrista Enrique Yaguana y el bajista Marcelino García (provenientes de la banda Alan Freed) conforman la primera alineación de CRY, agrupación considerada como una de las pioneras del género death metal en Ecuador. En 1989 se desplaza a Londres, Reino Unido, donde toma contacto con la escena británica y europea, produciendo a su regreso en 1991 el primer demotape de su banda, Psicofonía.
En 2005, interesado en los sonidos doom metal, dark ambient y gothic metal, conforma junto a Oswaldo Godoy "Vitreo" el proyecto paralelo  Lamento, agrupación que tomaría parte del cartel del trágico festival gótico Ultratumba, llevado a cabo en Quito el 19 de abril de 2008, donde se produjo un incendio con 19 víctimas fatales. En 2017, la agrupación produce la banda sonora de la película ecuatoriana de terror y suspenso El Duende Sátiro, dirigida por Jorge Bastidas, experiencia que repetiría en 2018 con la película Mariangula. Por esos mismos años también formó parte de la agrupación Ley Seca.
En 2017, el músico inicia otro proyecto basado en sonidos dark post conocido como El Velo, con quienes lanza en 2020 el promocional "Ambato", dedicado a las víctimas de la pandemia por Covid-19.

### Radio y televisión
En 1990 conduce junto a Fernando Herrera el espacio Melodías Subterráneas, por radio Paz y Bien 104.5 de la ciudad de Ambato, espacio que retomaría años más tarde en la televisora local Ambavisión. También produce los espacios Entelarañas y Levántate Lázaro, programa emitido por radio La Bulla de la Casa de la Cultura Ecuatoriana, núcleo de Tungurahua.
En marzo de 2021, Amable Mejía debuta con un nuevo programa, Almarácnida, junto a Alexandra Jaramillo, emitido actualmente por radio Visión Andina 99.3 FM de Ambato.

## Discografía

### CRY
- 1991: Psicofonía
- 1993: Aracnofilia
- 1998: Parainfernalia
- 2017: Panteonmurgo
- 2023: Spyritacorpus

### Lamento
Bandas sonoras
- El Duende Sátiro (2017)
- Mariangula (2018)
- Psicofonía (2020)
- Profano (2021)

Álbumes
- Misatrinia (2022)

### El Velo
- Ambato (single, 2020)